# حزقيال كارلوس ماسياس
حزقيال كارلوس ماسياس (بالإسبانية: Juan Carlos Macías)‏ هو رسام ومونتير أرجنتيني، ولد في 28 أبريل 1945.

## وصلات خارجية
- حزقيال كارلوس ماسياس على موقع IMDb (الإنجليزية)
- حزقيال كارلوس ماسياس على موقع ألو سيني (الفرنسية)
- حزقيال كارلوس ماسياس على موقع أول موفي (الإنجليزية)
- حزقيال كارلوس ماسياس على موقع قاعدة بيانات الأفلام السويدية (السويدية)
- حزقيال كارلوس ماسياس على موقع قاعدة بيانات الفيلم (الإنجليزية)
- حزقيال كارلوس ماسياس على موقع كينوبويسك (الروسية)